# Belarmino Rivera
Belarmino José Rivera Jimminson (El Progreso; 11 de diciembre de 1956) es un exfutbolista hondureño que jugó de portero.

## Trayectoria
Jugó para Olimpia, Sula, Platense, Victoria y Real Maya en la Liga Nacional de Honduras. Debutó en el Olimpia en 1975 y finalizó su carrera en el Real Maya en 1997, a los 42 años.

## Selección nacional
Hizo su debut con Honduras en 1980 y jugó un total de 46 partidos. Su último juego internacional fue en la clasificación para la Copa Mundial de 1994 contra Canadá en el que entró como suplente cuando Angelo Bautista fue expulsado.

## Clubes
| Club            | País        | Año       |
| --------------- | ----------- | --------- |
| C.D. Olimpia    | Honduras    | 1975-1985 |
| C.D. Sula       | Honduras    | 1986-1988 |
| C.D. Olimpia    | Honduras    | 1988-1993 |
| Platense F.C.   | Honduras    | 1993-1994 |
| C.D. Victoria   | Honduras    | 1994-1995 |
| Club Pumas UNAH | Honduras    | 1995-1996 |
| C.D. Dragón     | El Salvador | 1996-1997 |
| Real Maya       | Honduras    | 1997      |

## Palmarés

### Títulos nacionales
| Título        | Equipo  | País     | Año     |
| ------------- | ------- | -------- | ------- |
| Liga Nacional | Olimpia | Honduras | 1977-78 |
| Liga Nacional | Olimpia | Honduras | 1984-85 |
| Liga Nacional | Olimpia | Honduras | 1989-90 |
| Liga Nacional | Olimpia | Honduras | 1992-93 |

### Títulos internacionales
| Título                           | Equipo (*) | País     | Año  |
| -------------------------------- | ---------- | -------- | ---- |
| Copa de Campeones de la Concacaf | Olimpia    | Honduras | 1988 |
| Copa de Naciones de la Uncaf     | Honduras   | Honduras | 1993 |

(*) Incluyendo la selección.

### Distinciones individuales
| Distinción                                    | Año     |
| --------------------------------------------- | ------- |
| Menos vencido de la Liga Nacional de Honduras | 1976-77 |
| Menos vencido de la Liga Nacional de Honduras | 1977-78 |
| Menos vencido de la Liga Nacional de Honduras | 1986-87 |